# Sainlez
Sainlez (en wallon : Sinlè /sɛ̃.ˈlɛ/ , en luxembourgeois Saner/Sauner) est un village de la commune belge de Fauvillers située en Région wallonne dans la province de Luxembourg. Avant la fusion des communes de 1977, il faisait partie de la commune de Hollange.

## Blason populaire
Les Sangliers, ce qui donne une rime: A Sinlè, c' est des Singlès

## Géographie
Sainlez se trouve à sept kilomètres au nord-est du village de Fauvillers, à mi-chemin entre celui-ci et Bastogne, la route nationale 4 le bordant du côté occidental.

## Histoire
De durs combats se sont déroulés à Sainlez durant l'offensive des Ardennes. Un itinéraire de 3,5 km retrace le sort des populations civiles.